# Rodinia calphurnia
Rodinia calphurnia is een vlindersoort uit de familie van de prachtvlinders (Riodinidae), onderfamilie Riodininae.
Rodinia calphurnia werd in 1850 beschreven door Saunders.